# Portraits on Standards
| Recensione | Giudizio |
| ---------- | -------- |
| AllMusic   |          |

Portraits on Standards è un album discografico di Stan Kenton, pubblicato dalla casa discografica Capitol Records nell'ottobre del 1953.
La ristampa dell'album (Capitol Records, T-462) che conteneva quattro brani aggiuntivi, in molte fonti la data di pubblicazione viene fatta risalire al 1954, ma dal codice di catalogo la data più probabile è il 1956 o 1957.

## Tracce

### LP (Capitol Records, H-462)
Lato A
1. You and the Night and the Music – 2:39 (testo: Howard Dietz – musica: Arthur Schwartz) – Registrato l'8 luglio 1953 al Universal Recording Studios di Chicago, Illinois
2. Reverie – 2:54 (musica: Claude Debussy; adattamento musicale di Bill Russo) – Registrato l'8 luglio 1953 al Universal Recording Studios di Chicago, Illinois
3. I've Got You Under My Skin – 2:49 (musica: Cole Porter) – Registrato l'8 luglio 1953 al Universal Recording Studios di Chicago, Illinois
4. Autumn in New York – 2:38 (musica: Vernon Duke) – Registrato l'8 luglio 1953 al Universal Recording Studios di Chicago, Illinois

Lato B
1. April in Paris – 2:48 (testo: Yip Harburg – musica: Vernon Duke) – Registrato l'8 luglio 1953 al Universal Recording Studios di Chicago, Illinois
2. How High the Moon – 2:18 (testo: Nancy Hamilton – musica: Morgan Lewis) – Registrato l'8 luglio 1953 al Universal Recording Studios di Chicago, Illinois
3. Crazy Rhythm – 2:57 (testo: Irving Caesar – musica: Joseph Meyer, Roger Wolfe Kahn) – Registrato l'8 luglio 1953 al Universal Recording Studios di Chicago, Illinois
4. I Got It Bad and That Ain't Good – 2:59 (testo: Paul Francis Webster – musica: Duke Ellington) – Registrato l'8 luglio 1953 al Universal Recording Studios di Chicago, Illinois

### LP (Capitol Records, T-462)
Lato A
1. You and the Night and the Music – 2:39 (testo: Howard Dietz – musica: Arthur Schwartz)
2. Reverie – 2:54 (musica: Claude Debussy; adattamento musicale di Bill Russo)
3. I've Got You Under My Skin – 2:49 (musica: Cole Porter)
4. Autumn in New York – 2:38 (musica: Vernon Duke)
5. The Lady in Red – 2:03 (testo: Mort Dixon – musica: Allie Wrubel) – Registrato il 31 marzo 1954 al Capitol Studios di Hollywood, California
6. Street of Dreams – 3:05 (testo: Sam M. Lewis – musica: Victor Young) – Registrato il 20 settembre 1951 al Capitol Studios di Hollywood, California

Lato B
1. April in Paris – 2:49 (testo: Yip Harburg – musica: Vernon Duke)
2. How High the Moon – 2:18 (testo: Nancy Hamilton – musica: Morgan Lewis)
3. Crazy Rhythm – 2:57 (testo: Irving Caesar – musica: Joseph Meyer, Roger Wolfe Kahn)
4. I Got It Bad and That Ain't Good – 2:59 (testo: Paul Francis Webster – musica: Duke Ellington)
5. Baia – 2:47 (musica: Ary Barroso) – Registrato l'8 aprile 1953 al Universal Recording Studios di Chicago, Illinois
6. Under a Blanket of Blue – 2:48 (testo: Marty Symes, Al J. Neiburg – musica: Jerry Livingston) – Registrato il 6 maggio 1954 al Capitol Studios di Hollywood, California

## Musicisti
You and the Night and the Music / Reverie / I've Got You Under My Skin / Autumn in New York / April in Paris / How High the Moon / Crazy Rhythm / I Got It Bad and That Ain't Good
- Stan Kenton – piano, conduttore orchestra
- Bill Russo – arrangiamenti
- Buddy Childers – tromba
- Ernie Royal – tromba
- Conte Candoli – tromba
- Don Dennis – tromba
- Don Smith – tromba
- Bob Burgess – trombone
- Frank Rosolino – trombone
- Tommy Shepard – trombone
- Keith Moon – trombone
- George Roberts – trombone basso
- Lee Konitz – sassofono alto
- Don Carone – sassofono alto
- Zoot Sims – sassofono tenore
- Ed Wasserman – sassofono tenore
- Tony Ferina – sassofono baritono
- Sal Salvador – chitarra
- Don Bagley – contrabbasso
- Stan Levey – batteria

The Lady in Red
- Stan Kenton – piano, conduttore orchestra, arrangiamenti
- Buddy Childers – tromba
- Maynard Ferguson – tromba
- Stu Williamson – tromba
- Pete Candoli – tromba
- Don Paladino – tromba
- Bob Fitzpatrick – trombone
- Milt Bernhart – trombone
- Harry Betts – trombone
- John Halliburton – trombone
- George Roberts – trombone basso
- Stan Fletcher – tuba
- Bud Shank – sassofono alto
- Harry Klee – sassofono alto
- Bob Cooper – sassofono tenore
- Bill Holman – sassofono tenore
- Bob Gordon – sassofono baritono
- Laurindo Almeida – chitarra
- Don Bagley – contrabbasso
- Stan Levey – batteria

Street of Dreams
- Stan Kenton – piano, conduttore orchestra, arrangiamenti
- John Howell – tromba
- Maynard Ferguson – tromba
- Conte Candoli – tromba
- Stu Williamson – tromba
- John Coppola – tromba
- Harry Betts – trombone
- Bob Fitzpatrick – trombone
- Bill Russo – trombone
- Dick Kenney – trombone
- George Roberts  – trombone basso
- Stan Fletcher – tuba
- Bud Shank – sassofono alto
- Art Pepper – sassofono alto
- Bob Cooper – sassofono tenore
- Bart Caldarell – sassofono tenore
- Bob Gioga – sassofono baritono
- Ralph Blaze – chitarra
- Don Bagley – contrabbasso
- Shelly Manne – batteria[4]

Baia
- Stan Kenton – piano, conduttore orchestra
- Chris Connor – voce (armonie vocali)
- Bill Russo – arrangiamenti
- Buddy Childers – tromba
- Ernie Royal – tromba
- Conte Candoli – tromba
- Don Dennis – tromba
- Don Smith – tromba
- Bob Burgess – trombone
- Frank Rosolino – trombone
- Tommy Shepard – trombone
- Keith Moon – trombone
- George Roberts – trombone basso
- Lee Konitz – sassofono alto
- Vinnie Dean – sassofono alto
- Richie Kamuca – sassofono tenore
- Bill Holman – sassofono tenore
- Sal Salvador – chitarra
- Glen Roberts – contrabbasso
- Stan Levey – batteria[5]

Under a Blanket of Blue
- Stan Kenton – piano, conduttore orchestra, arrangiamenti
- Buddy Childers – tromba
- Maynard Ferguson – tromba
- Stu Williamson – tromba
- Don Fagerquist – tromba
- Don Paladino – tromba
- Milt Bernhart – trombone
- Herbie Harper – trombone
- John Halliburton – trombone
- Francis “Joe” Howard – trombone
- George Roberts  – trombone basso
- Stan Fletcher – tuba
- Bud Shank – sassofono alto
- Ronnie Lang – sassofono alto
- Bob Cooper – sassofono tenore
- Bill Holman – sassofono tenore
- Bob Gordon – sassofono baritono
- Bobby Gibbons – chitarra
- Don Bagley – contrabbasso
- Stan Levey – batteria[6]